# Magazin istoric pentru Dacia
Magazin istoric pentru Dacia a fost o revistă istorică românească care a apărut pentru prima dată în 1845, avându-i ca editori pe August Treboniu Laurian (35 de ani) și Nicolae Bălcescu (24 de ani). Aici apar tipărite pentru prima oară cronici muntenești și moldovenești. Revista s-a adresat românilor din toate cele trei principate. Articolele acestei reviste au promovat un punct de vedere naționalist privind vechimea, continuitatea și unitatea românilor din Transilvania, Moldova și Muntenia.

## Apariție
Revista Magazin istoric pentru Dacia a avut în total cinci numere publicate: un tom în 1845, două tomuri în 1846 și alte două tomuri în 1847-1848, cu un total de peste 3 000 de pagini.
Apariția primului tom a fost salutată la 16 iulie 1845 în Foaie pentru minte, inimă și literatură și de Gheorghe Asachi în Albina românească.
Magazin istoric pentru Dacia a apărut în 1845, când și-a încetat apariția Arhiva românească  — prima revistă periodică istorică românească (1840 - 1845), publicată la Iași de Mihail Kogălniceanu.

## Conținut
Laurian și Bălcescu, care aveau fiecare numeroase cărți de istorie, au hotărât să publice în revistă hrisoave, urice, cronici, date despre monumente arheologice și arhitectonice grupate în șase secțiuni:
1. Cronicarul românesc;[1]
2. Diplomaticul românesc (secțiunea actelor oficiale autentice);[1]
3. Memoratoriul dacian (texte din autori vechi, greci, latini, bizantini, precum și din autori medievali);[1]
4. Inscriptoriul dacian (inscripții arheologice și istorice);[1]
5. Dizertatoriul istoric (studii de cronologie, geografie și etnografie);[1]
6. Buletin bibliografic și critic.[1]

În tomul al II-lea a apărut prima ediție a Cronicii lui Radu Greceanu, la paginile 129–176, 193–228 și 321–
354. La baza ei a stat un manuscris cu multe lipsuri (manuscrisul 59 al Filialei din Cluj a Academiei Române, fondul Blaj), care cuprinde doar 48 de capitole din operă. Bălcescu a comparat textul probabil cu manuscrisul 112 al Filialei din Cluj a Academiei Române, fondul Blaj, schimbând uneori arbitrar textul.

## Vezi și
- Magazin istoric
- Dacia literară